# Cadorna-Zwergfledermaus

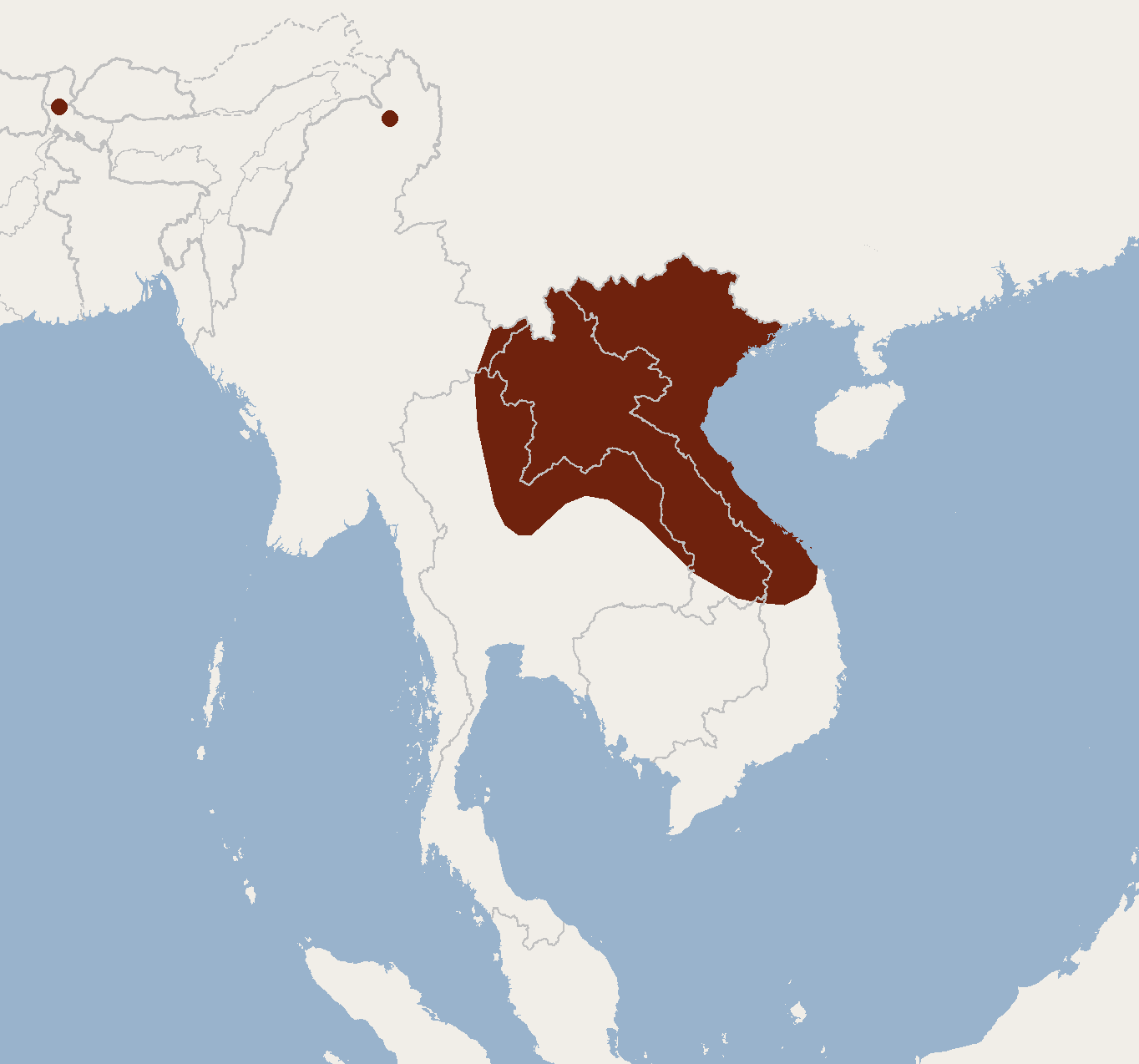
Verbreitungsgebiet der Cadorna-Zwergfledermaus, noch ohne Funde aus Kambodscha

Die Cadorna-Zwergfledermaus (Hypsugo cadornae) ist ein im südlichen Asien verbreitetes Fledertier in der Familie der Glattnasen. Die Population wurde zeitweilig als Unterart der Alpenfledermaus (Hypsugo savii) gelistet. Vermutlich ist Hypsugo macrotis der engste Verwandte dieser Art.
Die Art ist nach dem italienischen General Luigi Cadorna benannt.

## Merkmale
Diese Fledermaus wird ohne Schwanz 46 bis 55 mm lang, die Schwanzlänge beträgt 32 bis 42 mm und das Gewicht liegt bei 5,5 bis 7 g. Es sind 34 bis 36 mm lange Unterarme, Hinterfüße von 5,5 bis 8 mm Länge und 12,5 bis 15 mm lange Ohren vorhanden. Die Haare des weichen und langen Fells sind an den Wurzeln oberseits etwas dunkler und unterseits deutlich dunkler bis schwarz. So ergibt sich eine kastanienbraune Färbung, die auf der Oberseite dunkler ist. Die Flughäute, nackte Bereiche im Gesicht und die Ohren sind dunkelbraun gefärbt. Typisch für die Ohren sind abgerundete Spitzen und ein kurzer breiter Tragus, der leicht gebogen ist. Die beiden letzten Schwanzwirbel liegen außerhalb der Schwanzflughaut. Im Gegensatz zur Alpenfledermaus ist die Hirnschale nicht abgeflacht. Abweichende Details des Gebisses und des männlichen Penisknochens unterscheiden die Cadorna-Zwergfledermaus von anderen Gattungsvertretern.

## Verbreitung
Die Art lebt hauptsächlich im nördlichen Thailand, im nördlichen Kambodscha, in Laos im nördlichen Vietnam und in angrenzenden Gebieten Chinas. Kleinere Populationen sind aus dem Norden von Myanmar und aus dem nördlichen Teil des Bundesstaates Westbengalen in Indien bekannt. Die Cadorna-Zwergfledermaus hält sich im Hügel- und Bergland zwischen 120 und 1950 Meter Höhe auf. Sie bewohnt Laubwälder und Mischwälder, oft mit einem Unterwuchs aus Bambus.

## Lebensweise
Die Exemplare ruhen am Tage in Höhlen und vermutlich in anderen Verstecken, die bisher noch nicht bekannt sind. Sie bilden dort größere Kolonien. Die Jagt findet oft über Wasserläufen statt. Die Nahrung besteht meist aus Schnabelkerfen und Käfern, die mit Gleichflüglern, Zweiflüglern, Milben und Schmetterlingen komplettiert werden. Die Frequenz des Rufes zur Echoortung wurde mit 37,5 kHz ermittelt und stellt vermutlich den Wert mit der höchsten Intensität dar. Der Zustand von aufgefundenen Weibchen im April legt nahe, dass die Nachkommen Ende März geboren werden.

## Gefährdung
Regional können sich Waldrodungen und Störungen am Ruheplatz negativ auswirken. Die IUCN listet die Art aufgrund der weiten Verbreitung als nicht gefährdet (least concern).